# Festival de Antofagasta
El Festival de Antofagasta es un certamen musical que anualmente es organizado por la Ilustre Municipalidad y la Corporación Cultural de la ciudad de Antofagasta, Chile. Se desarrolla durante el mes de febrero en conmemoración del aniversario de la ciudad (14 de febrero). Este certamen musical reemplaza al extinto Festival Verano Naranja de Antofagasta, que se realizó en la ciudad entre los años 2004 y 2008.

## Historia
En el año 2003 y tras el fallecimiento del alcalde Pedro Araya Ortiz, asume el máximo cargo edilicio de la ciudad el concejal Daniel Adaro Silva. Una vez asumido, propone realizar un festival de 6 noches completamente gratuito en el Estadio Regional para celebrar el aniversario de Antofagasta. En febrero de 2004 se realiza el primer certamen llamado "Festival de la Minería".
Entre los años 2005 y 2008 el Festival pasa a llamarse "Verano Naranja" y contaba con siete noches .
En agosto de 2008 el alcalde de Antofagasta Daniel Adaro fue destituido de sus funciones edílicas por malversación de fondos correspondientes a la Corporación Municipal de Desarrollo Social (CMDS) y de la Subsecretaría de Desarrollo Regional, lo cual también lo imposibilitó para participar de las elecciones municipales de octubre de 2008. Asumió en sus funciones el concejal Gonzalo Dantagnan como alcalde Suplente quién además se postula como candidato a alcalde en las próximas elecciones. Dentro de su campaña afirmó que el Festival Verano Naranja continuará tal cual lo hacía el ex- alcalde Adaro.
En octubre de 2008 Marcela Hernando gana las elecciones municipales siendo elegida alcaldesa de Antofagasta para el período 2008- 2012. Con ello la propia alcaldesa electa informó que el festival Verano Naranja no va más a cambio de un nuevo certamen musical. Además se cambia el escenario del Estadio Regional al Sitio 0 del Puerto de Antofagasta.
La primera edición se desarrolló los días 11, 12 y 13 de febrero de 2009 en el Sitio 0 con la conducción de animadores locales y la presentación de artistas locales y nacionales además el show pirotécnico "Esperando el 14" se traslada del Balneario Municipal al mismo recinto portuario. La segunda versión (2010) se realizó en el mismo Sitio 0 y las mismas fechas del año anterior (11,12 y 13 de febrero) incluyendo también el Esperando el 14. En este festival contó con la animación del connotado presentador chileno Antonio Vodanovic y la presentación del destacado cantante galés Tom Jones como primer artista anglosajón allí. 
El festival del año 2011 estuvo en peligro de realizarse ante la negativa de algunos concejales de aprobar fondos para la realización del festival entre ellos Félix Acori debido a problemas con la productora Escarabajo. Sin embargo el municipio llegó a un acuerdo con la productora y se desarrollará el festival antofagastino esta vez por dos días (12 y 13 de febrero) en el mismo sitio 0 y nuevamente con la conducción de Antonio Vodanovic . Este año el festival se llamó "Viva Antofagasta, Viva el Verano 2011" y además se desarrolló el festival pirotécnico "Esperando el 14"
En febrero de 2012 nuevamente el festival vuelve a los tres días 11, 12 y 13 de febrero con la conducción de Sergio Lagos y Nicole. Además contó con la destacada participación de KC and the Sunshine Band , Vicentico entre otros.
En octubre de 2012 se desarrolló las elecciones municipales siendo elegida como alcaldesa la siempre polémica Karen Rojo. El Festival de Antofagasta tuvo continuidad pero esta vez la versiones 2013 y 2014 las cuales se desarrollarán en el mismo Sitio 0 del Puerto, será transmitida por Televisión Nacional de Chile (TVN) a través de su señal nacional, TVN HD y TV Chile en su señal internacional. Además estuvieron en la conducción del certamen los animadores del programa "Buenos días a todos" Julián Elfenbein y Karen Doggenweiler. Esta vez el festival de Antofagasta pasa a llamarse "La Fiesta del Norte". 
El festival del año 2015 fue trasladado a la Ruinas de Huanchaca debido a que organizaciones como "Este Polvo te Mata" y "No mas quemas" solicitaron a la municipalidad no realizar el certamen en el recinto portuario debido a las diversas demandas ciudadanas por la contaminación del puerto a la ciudad. Por ello el municipio decidió realizar el festival en el monumento histórico ya que el Estadio Regional Calvo y Bascuñán estaba imposibilitado de ser usado debido a las mantenciones y preparación del recinto deportivo para la Copa América Chile 2015 donde fue sede. Este año el festival cambia de casa televisiva: Canal 13 se adjudica los derechos de transmisión contando con la animación de Tonka Tomicic y Martín Cárcamo, ambos conductores del matinal "Bienvenidos" del mismo canal. Esta versión contó con la presencia de Franco de Vita, Wisin entre otros. Esta versión del festival se desarrolló los días 14 y 15 de febrero.
En los años 2016 y 2017 el festival deja de ser transmitido a nivel regional y nacional y además se traslada al Estadio Regional Calvo y Bascuñán con la conducción de animadores locales. En el año 2017, siendo reelegida como alcaldesa Karen Rojo y debido a los incendios forestales que afectaron a la zona sur del país en el mes de enero, el festival de Antofagasta tuvo carácter solidario, suspendiendo además el festival pirotécnico cuyos recursos serán entregados para la ayuda a los damnificados.
En el año 2018, el festival se vuelve a realizar en el recinto deportivo. Contó con la animación de los presentadores Francisco Saavedra y María Ester Martínez. En este certamen se rindió homenaje al grupo antofagastino Illapu por sus 45 años de música con trascendencia nacional e internacional. Esta versión no estuvo exenta de polémicas, ya que durante esa jornada, los animadores sufrieron violentos insultos por parte de un guardaespalda del cantante urbano puertorriqueño Wisin. Este artista, debido a ese momento, pidió disculpas públicas a la Ciudad de Antofagasta y despide a su guardaespaldas. 
Otra polémica que causó, esta vez, fuera de este certamen, fue que la alcaldesa Karen Rojo es acusada de fraude al fisco y negociación incompatible por el marco del denominado "Caso Main" por lo cual, primero, quedó formalizada con arraigo nacional. 
En el año 2019 el evento vuelve al sitio 0 del Puerto de Antofagasta. Por una notable campaña en el futbol chileno en el año 2018, el club local Deportes Antofagasta  llega al cuarto lugar clasificando a la Copa Sudamericana. Para el mes de marzo debe disputar su partido de local frente al Fluminense de Brasil. Por ello y por el mantenimiento del césped del Estadio Regional Calvo y Bascuñán se decide volver al recinto portuario. Al igual que el 2017, el festival tuvo carácter solidario en ayuda a los damnificados del invierno altiplánico que afecto a gran parte del interior de la Región de Antofagasta. El festival contó con la animación de los presentadores de televisión Rafael Araneda y Karen Doggenweiler. 
El certamen del año 2020 fue suspendido debido a los serios incidentes ocurridos desde el 18 de octubre de 2019 hasta esa fecha con motivo del Estallido Social. La polémica edil propone que dichos recursos del festival sean utilizados para la recuperación de semáforos, plazas y sectores afectados por el estallido, pero, con la llegada de la pandemia del COVID-19 y al igual que en otras ciudades del país (incluyendo el festival de Viña del Mar), el festival de Antofagasta no se realizará debido a los requerimientos de la autoridad sanitaria ante esta pandemia. 
Por otra parte, la controvertida alcaldesa Karen Rojo es suspendida de su cargo tras ser acusada de fraude al fisco por el "Caso Main", meses después, renunciaría a su cargo y más tarde, sería condenada.

## Galardón
Cada artista recibe una estatuilla denominada La Portada de Cobre, homenaje al ícono geográfico de la zona y el metal más importante del país. Desgraciadamente, ya no se entrega este premio desde 2017 en adelante.

## Transmisión
Desde su primera edición, el festival era transmitido sólo para la Región de Antofagasta a través de señales locales de radio y televisión, sin embargo, la versión del evento de los años 2013 y 2014, tuvo la particularidad de ser transmitido para todo el país por TVN. Posteriormente, el año 2015 fue Canal 13 quien se hizo cargo de la emisión de la VII versión del Festival de Antofagasta.
Además, los años 2014 y 2015, el festival fue transmitido a todo el país a través de Radio Cooperativa.

## Artistas invitados
Entre los artistas internacionales que han estado presentes en este festival, destacan Tom Jones, Oscar D'Leon, KC and the Sunshine Band, Vicentico, Dyango, Yuri, Juanes, José Luis Rodríguez, Álex Ubago, Franco de Vita, Wisin y Amaia Montero, entre otros. Por otra parte, entre los artistas chilenos más destacados que han realizado presentaciones en el festival se encuentran Illapu, Los Bunkers, Luis Jara, Myriam Hernández, Los Jaivas, Los Tres, Sinergía, DJ Méndez, Jorge González, Lucybell, Francisca Valenzuela, Los Prims y otros.

## Ediciones
| Edición | Año  | Nombre                                   | Animadores                              | Lugar                             | Canal de TV                                                                        | Radioemisora                                       |
| ------- | ---- | ---------------------------------------- | --------------------------------------- | --------------------------------- | ---------------------------------------------------------------------------------- | -------------------------------------------------- |
| I       | 2009 | Antofagasta Junto al Mar 2009            | Conductores locales                     | Sitio Cero Puerto de Antofagasta  | Antofagasta TV                                                                     | -                                                  |
| II      | 2010 | Antofagasta Junto al Mar 2010            | Antonio Vodanovic                       | Sitio Cero Puerto de Antofagasta  | Antofagasta TV                                                                     | -                                                  |
| III     | 2011 | Viva Antofagasta, Viva el Verano 2011    | Antonio Vodanovic                       | Sitio Cero Puerto de Antofagasta  | Antofagasta TV                                                                     | -                                                  |
| IV      | 2012 | Antofagasta Junto al Mar 2012            | Nicole Sergio Lagos                     | Sitio Cero Puerto de Antofagasta  | Antofagasta TV Digital Channel VLP Televisión                                      | Máxima FM Radio Carnaval Radio Madero Radio Centro |
| V       | 2013 | La Fiesta del Norte                      | Karen Doggenweiler Julián Elfenbein     | Sitio Cero Puerto de Antofagasta  | TVN                                                                                | -                                                  |
| VI      | 2014 | Me Gusta, Verano 2014                    | Karen Doggenweiler Julián Elfenbein     | Sitio Cero Puerto de Antofagasta  | TVN                                                                                | Radio Cooperativa                                  |
| VII     | 2015 | La Fiesta del Norte                      | Tonka Tomicic Martín Cárcamo            | Ruinas de Huanchaca               | Canal 13                                                                           | Radio Cooperativa                                  |
| VIII    | 2016 | La Gran Fiesta del Norte                 | Conductores Locales                     | Estadio Regional Calvo y Bascuñán | -                                                                                  | -                                                  |
| IX      | 2017 | Festival Solidario, La Fiesta del Norte  | Conductores Locales                     | Estadio Regional Calvo y Bascuñán | Antofagasta TV                                                                     | -                                                  |
| X       | 2018 | La Gran Fiesta del Norte                 | María Ester Martínez Francisco Saavedra | Estadio Regional Calvo y Bascuñán | Canal 13 Antofagasta TV YouTube (streaming)                                        | Radio Bío-Bío                                      |
| XI      | 2019 | La Gran Fiesta del Norte                 | Karen Doggenweiler Rafael Araneda       | Sitio Cero Puerto de Antofagasta  | Antofagasta TV Facebook (streaming) YouTube (streaming)                            | -                                                  |
| XII     | 2023 | El festival gratuito más grande de Chile | Conductores locales                     | Estadio Regional Calvo y Bascuñan | Facebook (streaming) YouTube (streaming) Apple Music (streaming)                   |                                                    |
| XIII    | 2024 | El festival gratuito más grande de Chile | Conductores locales                     | Estadio Regional Calvo y Bascuñan | Facebook (streaming) YouTube (streaming) Apple Music (streaming) Pepsi (streaming) |                                                    |